# Camponotus samius
Camponotus samius är en myrart som beskrevs av Auguste-Henri Forel 1889. Camponotus samius ingår i släktet hästmyror, och familjen myror. Inga underarter finns listade.